# Zoo de Londres

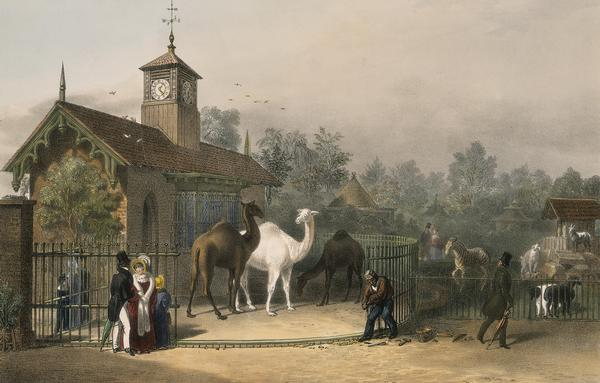
Les jardins zoologiques de Regent's Park, 1835

Le Zoo de Londres est un parc zoologique anglais, situé dans le district de la Cité de Westminster de la capitale, Londres. Il a ouvert ses portes le 27 avril 1828, ce qui en fait le plus ancien zoo scientifique du monde. D'une superficie de 15 hectares, il abrite plus de 20 000 animaux appartenant à 260 espèces,. Il prend place au nord du Regent's Park, à la limite avec le district de Camden ; le Regent's Canal coule ainsi à travers le zoo.
Fondé par la Zoological Society of London, il était initialement destiné à l'étude scientifique du règne animal. En plus d'être le plus vieux zoo scientifique, il a également ouvert la première maison des reptiles (1849), le premier aquarium public (1853), le premier insectarium (1881) et le premier zoo pour enfants (1938).
Aujourd'hui, le zoo de Londres participe à un programme de recherche et de conservation des espèces. Il abrite plus de cent espèces en voie de disparition. Membre permanent de l'Association européenne des zoos et aquariums (EAZA), il s'engage dans la conservation ex situ en participant à des programmes européens pour les espèces menacées (EEP et ESB) dont il en coordonne six.
Il abrite également la plus grande[réf. nécessaire] collection de serpents venimeux et reptiles du Royaume-Uni, parmi lesquels des varans de Komodo, arrivés en 2004.
Le zoo est desservi par la station de métro Camden Town, vers 1 km à l'est.

## Histoire

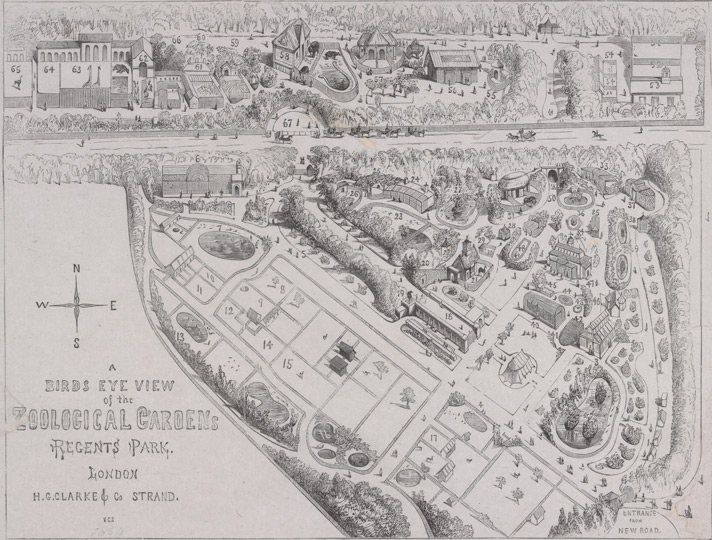
Représentation d'une vue aérienne du zoo en 1854

Le zoo de Londres fut fondé en 1826 par Stamford Raffles, qui acquit des terres auprès de la couronne britannique. Il vit les plans de la structure avant de mourir d'apoplexie un peu plus tard la même année. Après son décès, le Marquis de Lansdowne prit la suite du projet et supervisa la construction des premières habitations pour animaux. Le zoo ouvrit ses portes le 27 avril 1828 aux membres de la Société ZSL, assurant l'accès aux espèces telles que l'oryx d'Arabie, le grand koudou, l'orang-outan et des espèces éteintes comme l'Equus quagga quagga et le thylacine. La Société a obtenu une charte royale en 1829 du roi George IV et en 1847, pour contribuer au financement, le zoo a ouvert au public.
On croyait que les animaux tropicaux ne pouvaient pas survivre à l'extérieur dans le climat froid de Londres et ils ont ainsi tous été gardés à l'intérieur jusqu'en 1902, lorsque le Dr Peter Chalmers Mitchell a été nommé secrétaire de la ZSL. Il a conduit une réorganisation majeure des bâtiments et des enclos du zoo, permettant à beaucoup d'animaux de vivre en liberté, ce qui leur permit de se reproduire. Il s'agissait d'une idée inspirée du zoo de Hambourg qui a conduit à repenser l’architecture de nombreux édifices. Mitchell a également envisagé un espace de 240 ha pour un nouveau parc au nord de Londres, et en 1926, Hall Farm, près du village de Whipsnade a été acheté. En 1931, le Whipsnade Wild Animal Park a ouvert devenant le premier parc zoologique ouvert au public. La première femme à être conservateur au zoo de Londres a été Evelyn Cheesman.
En 1962, "Caroline", un oryx d'Arabie, a été prêté au zoo de Phoenix en Arizona dans le cadre du premier programme de coopération internationale pour la reproduction. Aujourd'hui, le zoo participe à des programmes de reproduction pour plus de 130 espèces.
Au début des années 1990, le zoo comptait près de 7 000 animaux alors que le premier zoo en Grande-Bretagne qui pouvait rivaliser avec le zoo de Londres, en nombre d’animaux, était le zoo de Chester avec un peu moins de 3 500 animaux. Beaucoup d'espèces dans le zoo de Londres ne pouvaient être vues nulle part ailleurs dans le pays, comme le vombatidae, le diable de Tasmanie ou le potoroo à long nez.
Bien que cette vaste collection constituait le principal intérêt du zoo, elle peut aussi avoir été l'une des principales causes de ses problèmes financiers. Cela a contribué à la menace d'une fermeture dans les années 1980. Le changement de l’opinion publique envers les animaux gardés en captivité et à l'étroit, a conduit le zoo à faire face à la diminution du nombre de visiteurs,. Cependant, quand il a été annoncé que le zoo de Londres allait fermer en 1991, un formidable élan de solidarité, tant en visiteurs qu’en dons a permis au zoo de poursuivre ses efforts pour tenter d'équilibrer ses comptes et de s’attaquer à la lourde tâche de restaurer ses bâtiments et de créer des environnements plus appropriés au comportement des animaux en cette fin du XXe siècle.

## Environnements et attractions
En 2005, des enclos où les visiteurs peuvent pénétrer, African Bird Safari et Meet the Monkeys sont ouverts. Ils sont suivis en 2006 par Into Africa et Butterfly Paradise. À Pâques 2007, le duc d'Édimbourg a officiellement ouvert les nouvelles attractions Gorilla Kingdom et Clore Rainforest Lookout, une forêt tropicale où l’on peut pénétrer, qui remplace le bâtiment des petits mammifères. L’année suivante, à pâques 2008, la maison des oiseaux a rouvert, en tant que forêt tropicale appelée Blackburn Pavilion.
Le zoo a lancé en 2008 un projet de rénovation visant à remplacer les cages avec des enceintes recréant les environnements naturels des animaux, donnant une meilleure qualité de vie aux animaux, ainsi qu’une vision plus réaliste pour les visiteurs.
Le zoo pour enfants a fermé en septembre 2008 et a été remplacé par Animal Adventure en avril 2009.

### Tiger Territory
Territoire de Tiger est l'enclos des tigres de Sumatra du zoo de Londres, conçu par l'architecte Michael Kozdon et inauguré par le duc d'Édimbourg en mars 2013. Le zoo possède actuellement deux tigres, un mâle nommé Jae Jae et une femelle nommée Melati. L'enceinte couvre une superficie de 2 500 mètres carrés (27 000 pieds carrés) et arbore des plantes authentiques indonésiennes, ainsi qu'un auvent fait de câble en acier de 3 mm soutenu par quatre poteaux métalliques.

### Blackburn Pavilion
Le pavillon de Blackburn est une volière d'oiseaux tropicaux sur le thème de forêt tropicale qui a ouvert en mars 2008, comme une rénovation de la volière démodée du zoo. Le bâtiment a été construit en 1883 comme maison de reptile. Le pavillon abrite une cinquantaine d'espèces différentes d'oiseaux exotiques, y compris la tourterelle de Socorro, Ariane de Lesson, gallicolombe de Bartlett, étourneau de Bali, toucan toco, goura de Victoria et martin-chasseur à ailes bleues. Un des traits marquants du pavillon est une horloge grande et élaborée à l'extérieur de l'entrée principale, ce qui monte un spectacle sur le thème des oiseaux toutes les 30 minutes toute la journée.

### Butterfly Paradise
Ouvert en mai 2006, Papillon Paradise abrite plusieurs espèces différentes de papillons nocturnes et diurnes du monde entier, ainsi que des espèces de plantes spécialement sélectionnés pour fournir des zones de nectar et de reproduction pour les insectes. Les espèces exhibées dans l'exposition incluent le Parthenos sylvia, Hypolimnas bolina, Attacus atlas, Heliconius charithonia, Greta oto et Heliconius melpomene. L'exposition présente également une écloserie à chenilles et une vitrine de cocons, où les visiteurs peuvent assister à différents types de nymphes et le développement de nouveaux papillons.

### Clore Rainforest Lookout
Rainforest Life est une exposition couverte à parcourir à pied qui abrite plusieurs espèces différentes d'animaux de la forêt tropicale. Parmi les espèces de la forêt sont les paresseux à deux doigts, le petit singe-lion à tête dorée, caurales soleil, les callicebus, les tamarins empereur et le agami trompette. Le bâtiment dispose également d'une zone sombre appelé "Nocturne", qui abrite des animaux nocturnes tels que la roussette de Rodrigues, les loris, les tatous et les rats sauteurs géants de Madagascar.

### Gorilla Kingdom
Ouvert par le duc d'Édimbourg en mars 2007, Gorilla Kingdom abrite un groupe de gorilles des plaines de l'ouest et se compose d'une grande île, entourée de douves, avec une salle couverte pour les gorilles. Actuellement, le zoo de Londres possède quatre gorilles, un mâle appelé Kumbuka et trois femelles nommées Zaïre, Mjukku et Effie. Le Gorilla Kingdom comprend aussi des enclos plus petits où logent des cercopithèques diane, des colobes noirs et blancs, des mangabeys et des gibbons à joues blanches.

### Into Africa
Into Africa, une zone sur le thème de l'Afrique a ouvert en avril 2006. Les animaux exposés dans ce domaine comprennent des zèbres de Chapman, des phacochères, des okapis, des girafes de Rothschild et des lycaons. L'enceinte de la girafe dispose d'une plate-forme d'observation de niveau élevé pour le contact entre le public et les girafes.

### Autres animaux
- Lion asiatique
- Flamant rose
- Hippopotame nain
- Loutre cendrée
- Renne
- Tamanoir
- Pélican blanc
- Ara hyacinthe

## Conservation
Le zoo est coordinateur de quatre programmes européens pour les espèces menacées (EEP) : escargots terrestres tropicaux du genre Partula, léopard de l'Amour (en danger critique d'extinction), tigre de Sibérie (en danger) et tigre de Sumatra (en danger critique d'extinction). Il coordonne aussi deux studbooks européens (ESB) dédiés à des espèces menacées : calao charbonnier (quasi menacé) et garrulaxe de Courtois (en danger critique d'extinction).
Par ailleurs il coordonne deux ESB dédiés à des espèces qui ne sont pas menacées : cigogne d'Abdim et toucan toco (classées en préoccupation mineure par l'UICN).

## Économie et fréquentation
En 2015, ce sont 1 214 846 personnes qui ont franchi ses portes.

## Cinéma
De nombreux films et émissions de télévision ont fait usage du zoo de Londres comme lieu de tournage.
En 2001, dans le film Harry Potter à l'école des sorciers, la scène avec le python de Birmanie a été filmée dans le pavillon Reptile House. Dans le film, l'habitant de ce vivarium est un python de Birmanie, alors qu'en réalité il s’agit d’un mamba noir. Une plaque à côté de l'enceinte commémore l'événement.
Deux scènes ont été filmées ici pour la série Nick Cutter et les Portes du temps d’ITV. La première est une confrontation entre Helen Cutter et Claudia Brown dans l'ancienne maison des éléphants. La seconde est une brève scène qui a montré Abby Maitland avec un dragon de Komodo. Bien que le zoo fictif de Wellington ait joué un rôle important dans l'épisode, la plupart des scènes ont été filmées au parc animalier de Whipsnade.
Dans l'épisode Exploitin de la cinquième série de Absolutely Fabulous, Edina et Patsy volent le nouveau-né de Saffy pour une séance photo de Jean-Paul Gaultier au zoo.
Dans la scène finale du film Withnail and I de 1987, Withnail, triste, est représenté debout sous la pluie battante à côté de l’ancien enclos des loups, déclamant le discours What a piece of work is a man de Hamlet.
Une partie du film Turtle Diary de 1985, tiré du roman de Russell Hoban et mettant en vedette Ben Kingsley et Glenda Jackson, a également été filmé ici. Le film suit un projet pour aider deux des tortues à s'échapper du zoo.
Le clip de la chanson de Talk Talk, It’s my life a été filmé au zoo de Londres en 1984. La vidéo a été utilisée comme une déclaration contre la banalité du playback et comprend principalement des séquences de films documentaires avec des prises de vues du chanteur Mark Hollis dans le zoo qui garde la bouche fermée, obscurcie par des lignes animées dessinées à la main.
Dans le film An American Werewolf in London de 1981, le personnage principal, David Kessler (joué par David Naughton) se réveille nu dans l'enceinte des loups. Plusieurs autres animaux sont également visibles et l’on distingue clairement les anciennes cages des tigres et des singes.
Une scène du film de 1964, The Pumpkin Eater avec Anne Bancroft et James Mason a également été tournée au zoo.